# Stuart A. Reiss
Stuart A. Reiss (Chicago, 15 luglio 1921 – 21 dicembre 2014) è stato uno scenografo statunitense.
Ha vinto due volte l'Oscar alla migliore scenografia, nel 1960 e nel 1967. Altre quattro volte ha ricevuto la nomination al Premio Oscar nella stessa categoria.

## Filmografia parziale
- Quando torna primavera (It Happens Every Spring), regia di Lloyd Bacon (1949)
- Uomo bianco, tu vivrai! (No Way Out), regia di Joseph L. Mankiewicz (1950)
- Niagara, regia di Henry Hathaway (1953)
- Titanic, regia di Jean Negulesco (1953)
- Il principe coraggioso (Prince Valiant), regia di Henry Hathaway (1954)
- La lancia che uccide (Broken Lance), regia di Edward Dmytryk (1954)
- L'altalena di velluto rosso (The Girl in the Red Velvet Swing), regia di Richard Fleischer (1955)
- Gioventù ribelle (Teenage Rebel), regia di Edmund Goulding (1956)
- Un cappello pieno di pioggia (A Hatful of Rain), regia di Fred Zinnemann (1957)
- Il diario di Anna Frank (The Diary of Anne Frank), regia di George Stevens (1959)
- La moglie sconosciuta (A Private's Affair), regia di Raoul Walsh (1959)
- Pugni, pupe e pepite (North to Alaska), regia di Henry Hathaway (1960)
- La signora e i suoi mariti (What a Way to Go!), regia di J. Lee Thompson (1964)
- Viaggio allucinante (Fantastic Voyage), regia di Richard Fleischer (1966)
- Il favoloso dottor Dolittle (Doctor Dolittle), regia di Richard Fleischer (1967)
- Lo strangolatore di Boston (The Boston Strangler), regia di Richard Fleischer (1968)
- Ormai non c'è più scampo (When Time Ran Out), regia di James Goldstone (1980)
- Micki e Maude (Micki + Maude), regia di Blake Edwards (1984)
- Un bel pasticcio! (A Fine Mess), regia di Blake Edwards (1986)